# Хосе Луїс Панісо
Хосе Луїс Лопес Панісо (ісп. José Luis Panizo; 12 січня 1922, Сестао — 14 лютого 1990, Більбао) — іспанський футболіст, що грав на позиції нападника.
Виступав, зокрема, за клуб «Атлетік» (Більбао), а також національну збірну Іспанії.
Чемпіон Іспанії. Чотириразовий володар Кубка Іспанії з футболу.

## Клубна кар'єра
Вихованець футбольної школи клубу «Сестао Спорт».
У дорослому футболі дебютував 1939 року виступами за команду клубу «Атлетік» (Більбао), в якій провів шістнадцять сезонів, взявши участь у 326 матчах чемпіонату. Більшість часу, проведеного у складі «Атлетика», був основним гравцем атакувальної ланки команди. У складі «Атлетика» був одним з головних бомбардирів команди.
Завершив професійну ігрову кар'єру у клубі «Індаучу», за команду якого виступав протягом 1955—1956 років.

## Виступи за збірну
1946 року дебютував в офіційних матчах у складі національної збірної Іспанії. Протягом кар'єри у національній команді, яка тривала 8 років, провів у формі головної команди країни 14 матчів, забивши 2 голи.
У складі збірної був учасником чемпіонату світу 1950 року у Бразилії.

## Досягнення
- Чемпіон Іспанії:

«Атлетік Більбао»: 1943
- Володар Кубка Іспанії з футболу:

«Атлетік Більбао»: 1943, 1944, 1945, 1950
- Володар Кубка Еви Дуарте:

«Атлетік Більбао»: 1950